# Lygephila amasina
Lygephila amasina är en fjärilsart som beskrevs av Otto Staudinger. Lygephila amasina ingår i släktet Lygephila och familjen nattflyn. Inga underarter finns listade i Catalogue of Life.